# Віоленти

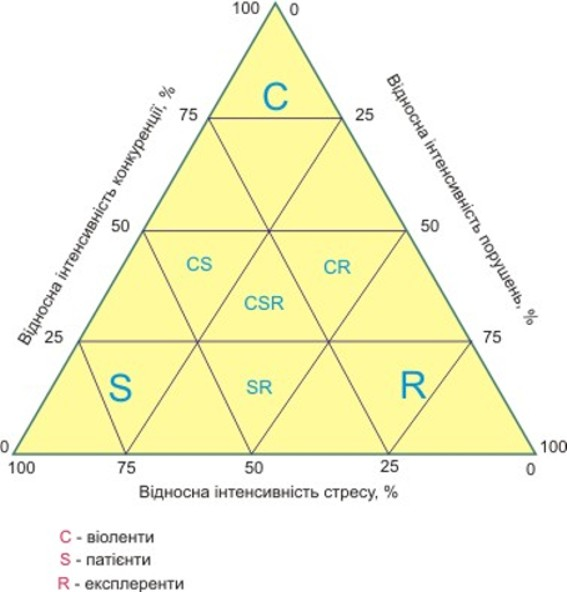
Трикутник Грайма

Віоленти (від. лат. violent — шалений) — тип стратегії рослин, відкритий Л. Г. Раменським і вивчений Дж. Граймом ( J. Philip Grime), який використовував термін «конкуренти». Позначається як К-стратег. Як синоніми Л. Г. Раменський вказав «силовики», «леви». Термін Грайма невдалий, адже в найбільш типовому вираженні віоленти якраз перебувають поза конкуренцією. Віоленти — це види сприятливих і не порушених місць існування, домінанти і едифікатори рослинних угруповань з широкими реалізованими нішами, обсяг яких наближається до обсягу фундаментальних ніш.
Це дерева, рідше чагарники і трави, з потужним габітусом і розвиненою кореневою системою, що дозволяє віолентам ставити під контроль ресурси едафічного середовища та світла. Віоленти позбавлені спеціальних пристосувань для перенесення несприятливих умов і реагують на погіршення умов зменшенням розмірів, негативно реагують на порушення, через те, що позбавлені банків насіння або банків вегетативних зачатків.
Щільність популяції віолентів регулюється залежністю від смертності, можливі банки проростків. У сукцесіях віоленти домінують на останніх стадіях. Типові віоленти досить рідкісні в природі, де більш звичайні представники типів стратегій вторинних з властивістю віолентності, вираженій у більшій чи меншій мірі.
Рослини-віоленти — найчастіше дерева (бук, дуб), зрідка чагарники або високі трави (наприклад, канарейочник в прирусловій заплаві річок помірної смуги або очерет у дельтах річок напівпустельної і пустельної зон), які зростають у сприятливих умовах (повне забезпечення водою, елементами живлення, теплий клімат) при відсутності порушень. Вони мають розпростерту крону (або кореневища, як у канарейочника і очерету), за рахунок якої тримають під контролем умови середовища і повністю (або майже повністю) використовують рясні ресурси таких місць існування.
Віоленти завжди абсолютно домінують в угрупованнях (їх називають «генералістами»), і домішка інших видів рослин незначна. У букових лісах під пологом дерев затишно і майже немає трав і чагарників. У заростях очерету в дельті Волги біомаса домінанту становить 99 %, інші види зустрічаються одинично.
При погіршенні умов (просихання ґрунту, засолення тощо) або їх порушенні (рубка лісу, високі рекреаційні навантаження, пожежі, вплив техніки тощо) «леви» рослинного світу гинуть, не маючи пристосувань для переживання дії цих факторів.
Приклади віолентів-тварин — слон, бегемот, лев, крокодил тощо.